# Inge Bårdsson
Inge 2. Bårdsson (født 1185, død 23. april 1217) var norsk konge fra 1204–1217. Han var søn af Sverre Sigurdssons søster Cecilia og højadelsmanden Bård Guttormsson af Reinsætten. Inge blev valgt til konge af birkebeinerne i 1204. 
Han havde sæde i Trondheim og havde også herredømmet over store dele af vestkysten. 
Han kæmpede mod baglerne frem til 1208, hvor han indgik forlig med baglerkongen Filippus Simonsson, som fik styret over Viken. Forliget fandt sted på Kvitsøy i Rogaland og blev kendt som "Kvitsøforliget". Konflikterne mellem baglere og birkebeinerne sluttede, da både Inge og Filippus døde i 1217. Efterfølgeren, Håkon 4. Håkonsson, blev anerkendt af både baglere og birkebeinere. Inge er gravlagt i Nidarosdomen i Trondheim.